# Parc de miniatures
Ne doit pas être confondu avec Parc de loisirs.

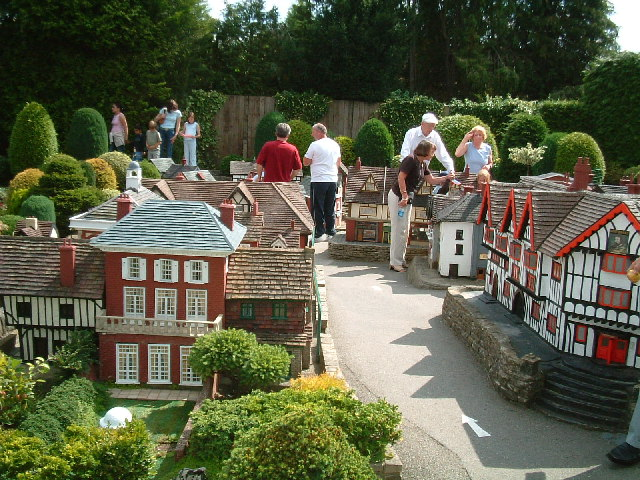
Village miniature de Bekonscot.

Un parc de miniatures, aussi improprement appelé parc miniature, est un type de parc de loisirs spécialisé dans lequel sont présentées des reproductions miniatures (principalement d'architecture). Ces parcs peuvent contenir, selon leurs thèmes, des maquettes représentant des villes entières, des quartiers ou des monuments bien précis.
Ces parcs sont la plupart du temps en extérieur pour jouer avec le paysage, dont on peut facilement tromper l'échelle (à l'aide de bonsaïs par exemple), et ainsi renforcer l'impression qu'ont les visiteurs d'être devenus géants.
Ces parcs sont devenus des lieux de tourisme à part entière, au même titre que les parcs d'attractions, les parcs zoologiques ou les parcs aquatiques.

## Histoire
Les reproductions miniatures existent depuis bien longtemps dans le cadre privé, mais les parcs proposant ce genre de visite ne sont apparus que vers les années 1930-1950. Parmi les premiers parcs de ce genre, on trouve Bekonscot, en Angleterre et Madurodam aux Pays-Bas.

## Liste de parcs miniature

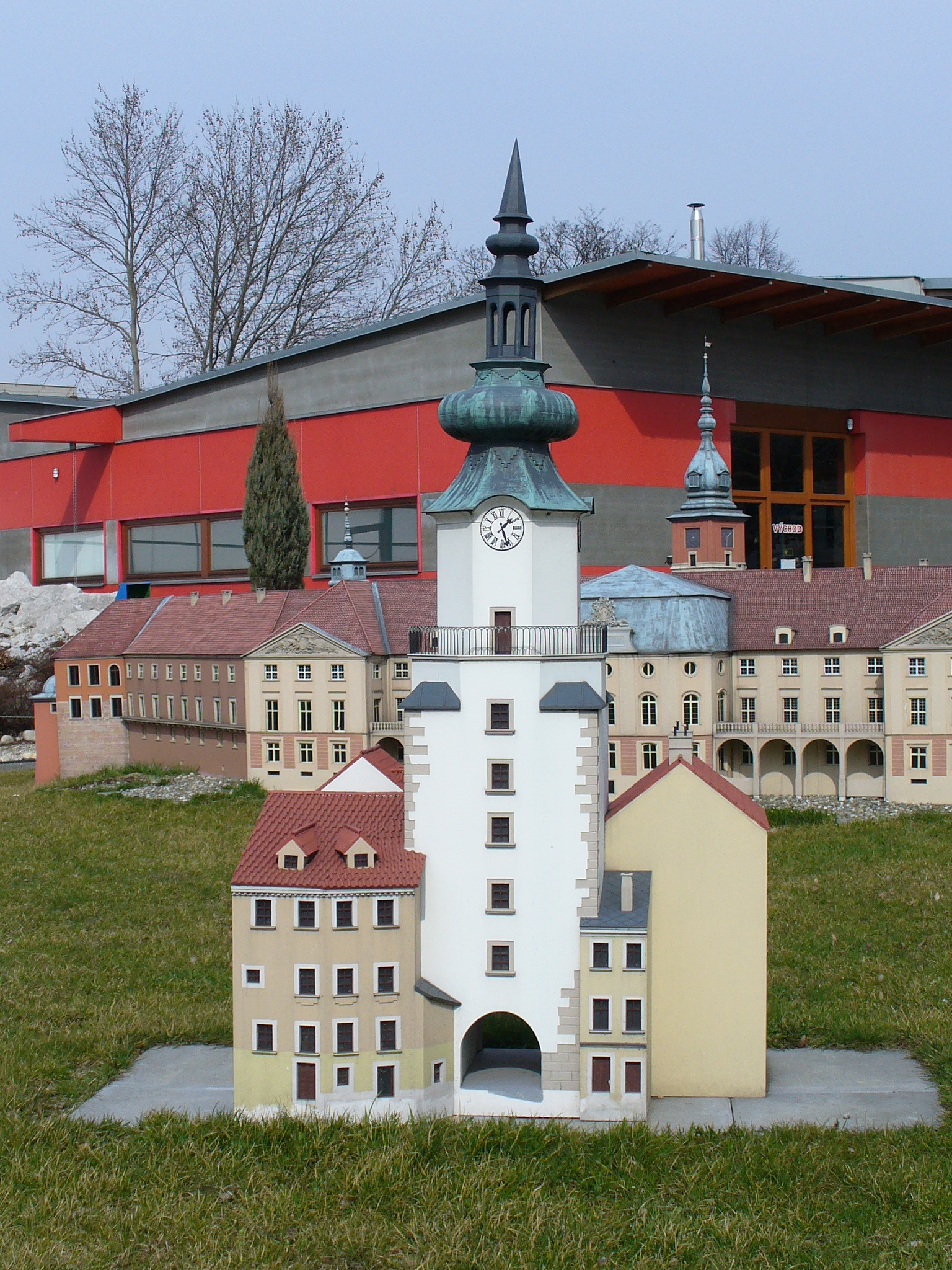
Réplique au 1:25 de la porte Michel de Bratislava en Slovaquie, au parc Miniuni d’Ostrava en Tchéquie.

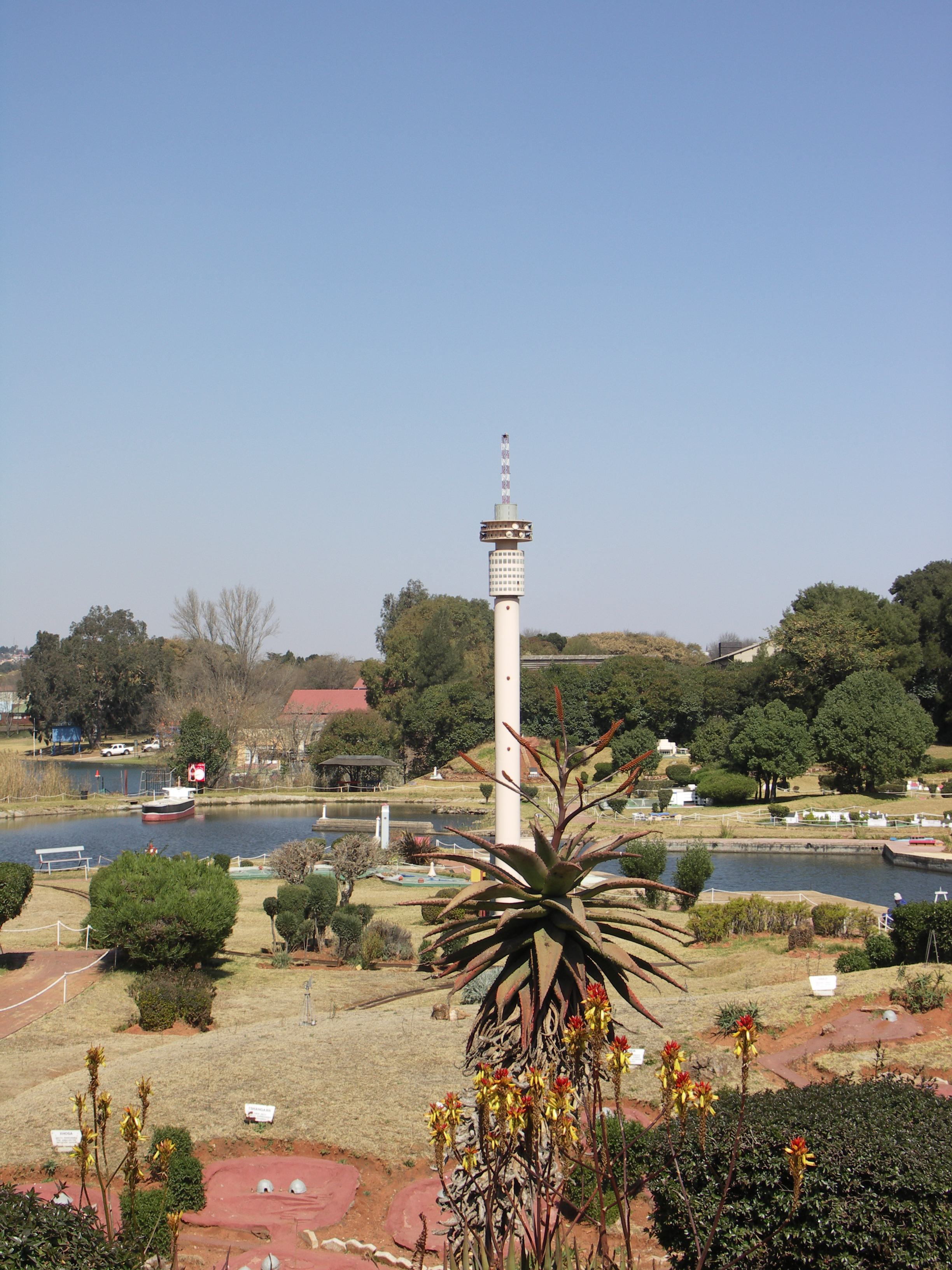
Réplique de la Hillbrow Tower au Santarama Miniland, Johannesburg, Afrique du Sud.

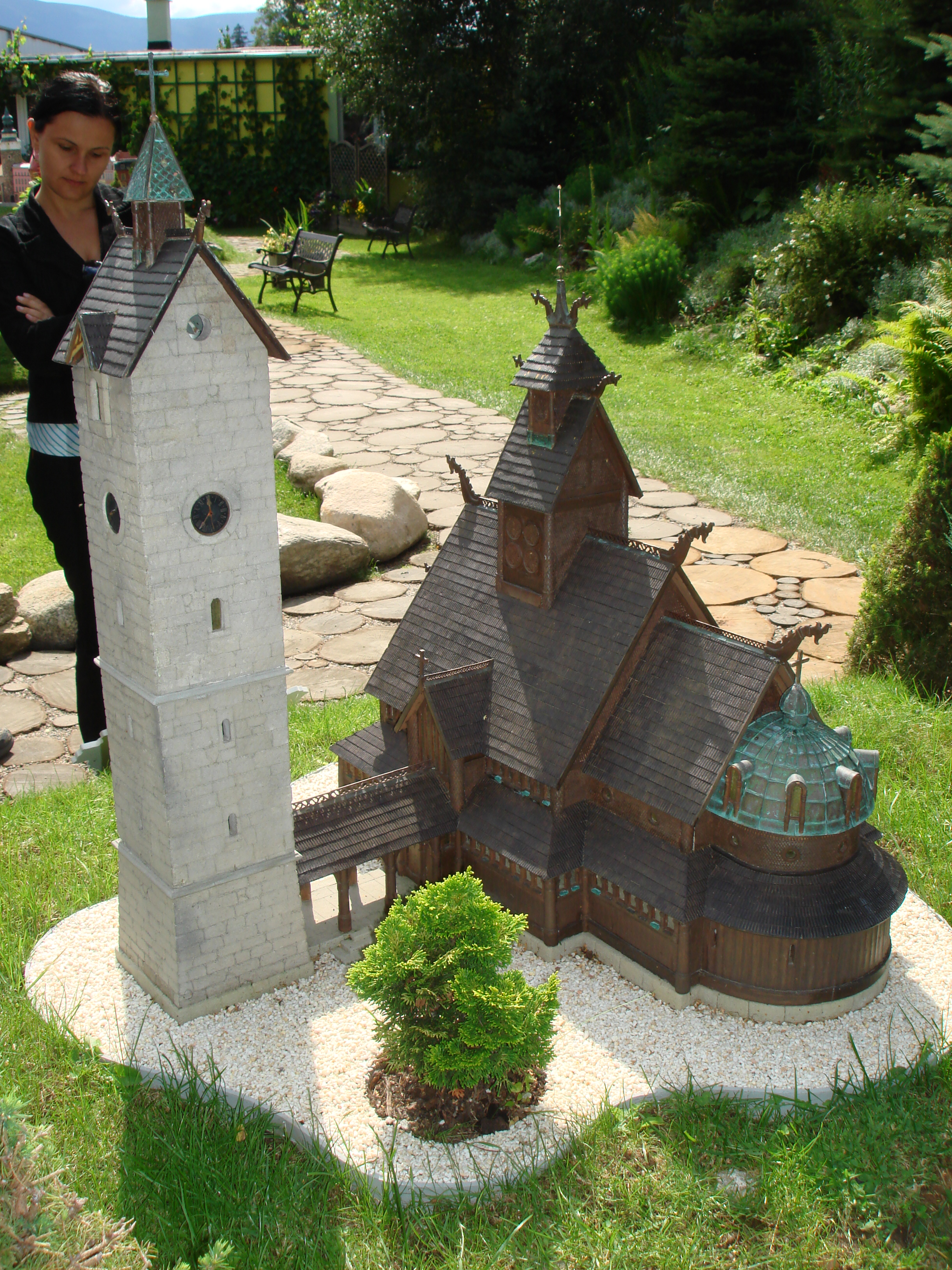
Kowary, parc de miniatures des monuments de Basse Silésie.

### Europe

#### Allemagne
- Legoland Deutschland à Günzburg en Bavière
- Minimundus Bodensee à Meckenbeuren
- Miniaturenpark Kleiner Harz à Wernigerode
- Miniatur-Wunderland à Hambourg
- Klein-Erzgebirge à Oederan dans la Saxe
- Miniwelt, à Lichtenstein/Sa.

#### Autriche
- Minimundus à Klagenfurt

#### Belgique
- Mini-Europe à Bruxelles

#### Danemark
- Legoland Billund à Billund (le Legoland original)
- Kjøge Mini-By à Køge
- Varde Miniby à Varde

#### Espagne

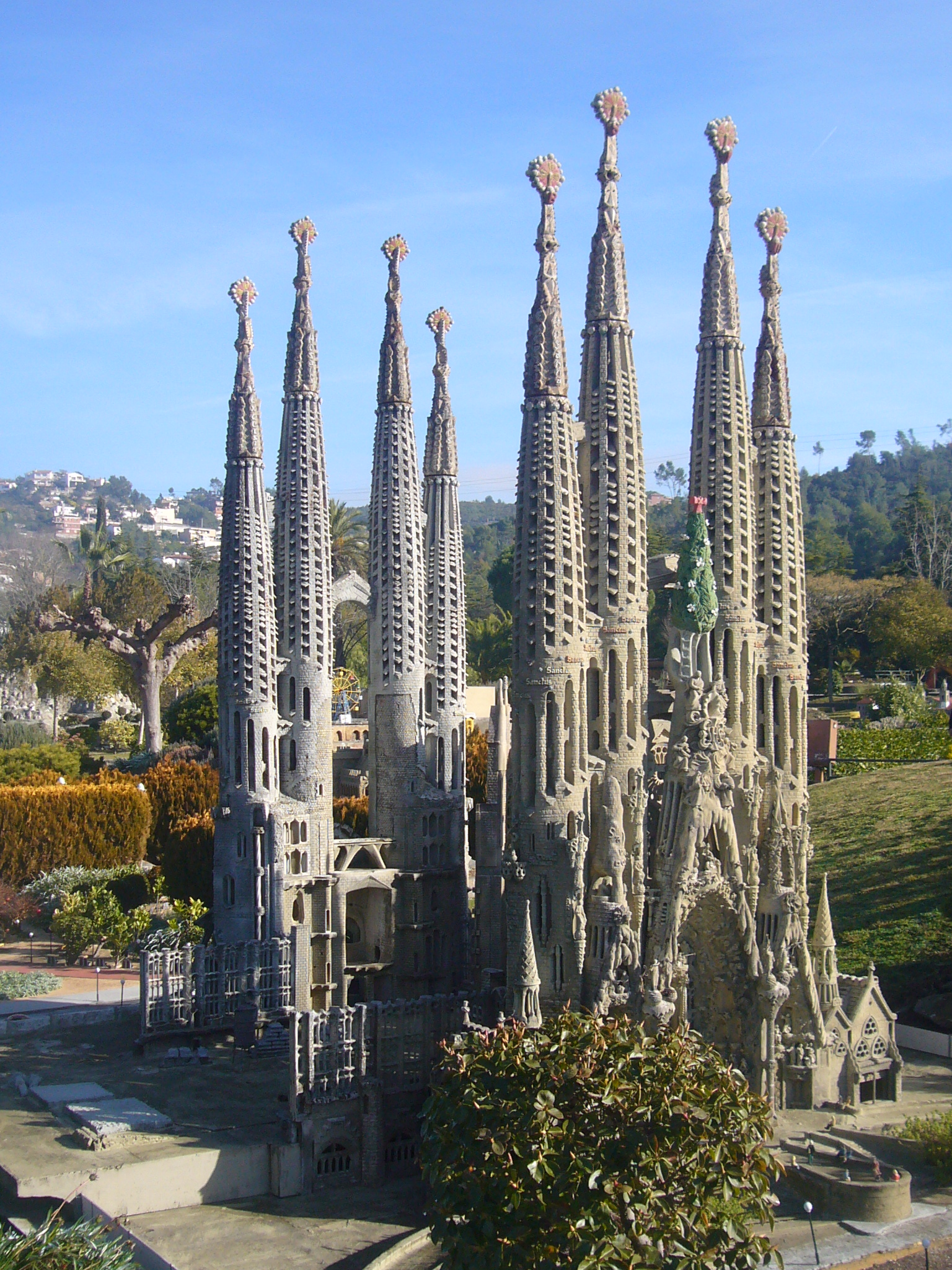
Modèle de la Sagrada Família au parc Catalunya en Miniatura, à Torrelles de Llobregat en Espagne.

- Catalunya en Miniatura, à Torrelles de Llobregat
- Pasión Mudejar, à Olmedo

#### France
- Village provençal miniature de Barjols[1], dans une grotte naturelle.
- Village provençal miniature de Cotignac[2].
- Crèche animée de Gilbert Orsini[3] à Allauch.
- Crèche animée de Gerard Abbes[4], place de la liberté à Toulon
- Parc MiniFrance[5] (fermé) à Brignoles
- France Miniature à Élancourt
- Mini-Châteaux à Amboise
- Parc Miniature Alsace Lorraine à Plombières-les-Bains
- Mini World Lyon à Vaulx-en-Velin
- Mini World Côte d'Azur à La Valette du Var
- Ardèche miniatures à Soyons
- Le Petit-Paris à Vaïssac
- Le Jarditrain, à Saint Didier, dans le Vaucluse
- Le Jardin Ferroviaire à Chattes, en Isère

#### Hongrie
- Mini Magyarország à Szarvas

#### Irlande
- Clonakilty Model Railway Village Clonakilty West Cork
- Model World à Wicklow

#### Italie
- Italia in miniatura, à Rimini
- Leolandia, à Capriate, Bergamo
- Sardegna in miniatura, à Tuili

#### Norvège
- Lilleputthammer, à Hafjell

#### Pays-Bas

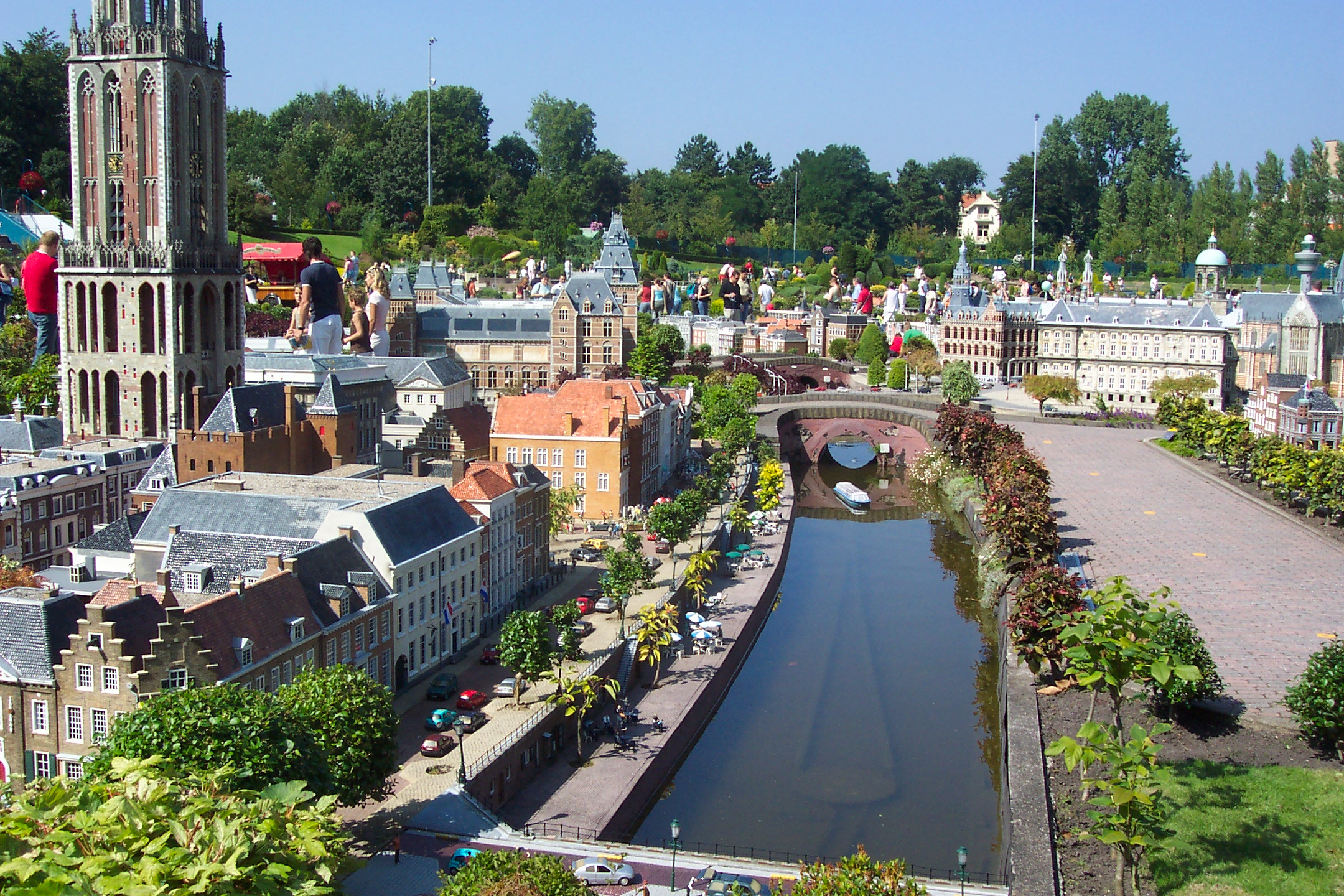
Le parc Madurodam à La Haye aux Pays-Bas.

- Madurodam à La Haye
- Miniworld Rotterdam (nl) à Rotterdam
- Mini Mundi (nl) à Middelbourg

#### Pologne
- Miniature parc et Dinosaur park à Wrocław
- Park Miniatur Zabytków Dolnego Śląska à Kowary
- Nadmorski Park Miniatur i Kolejek w Dziwnowie
- Park Miniatur Latarni Morskich à Niechorze
- Park Miniatur « Świat Marzeń » à Inwałd

#### Portugal
- Portugal dos Pequenitos à Coimbra

#### République tchèque
- Miniuni à Ostrava
- Boheminium Park à Marienbad

#### Royaume-Uni

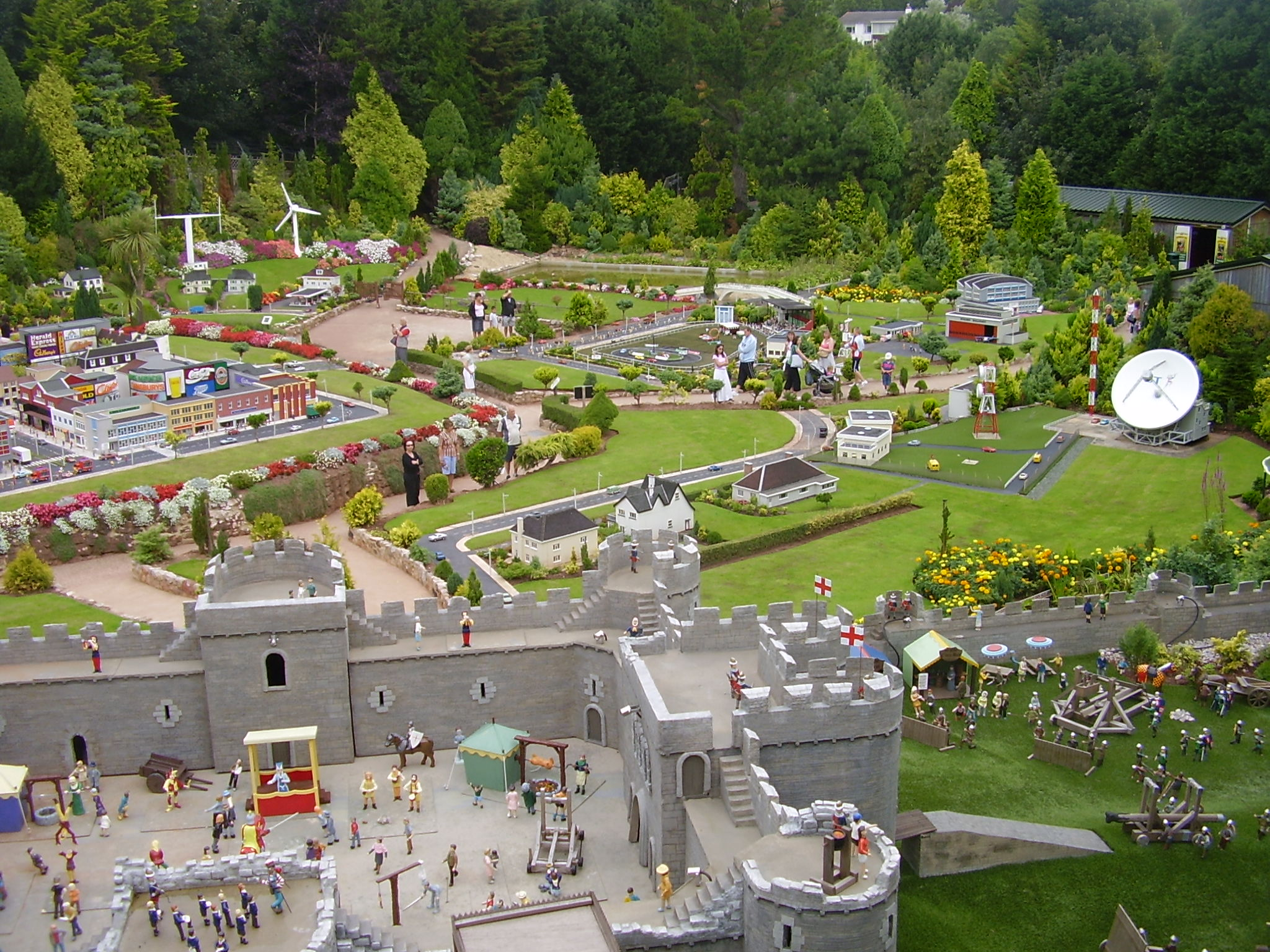
Vue d'ensemble du Village modéliste de Babbacombe à Torquay au Royaume-Uni.

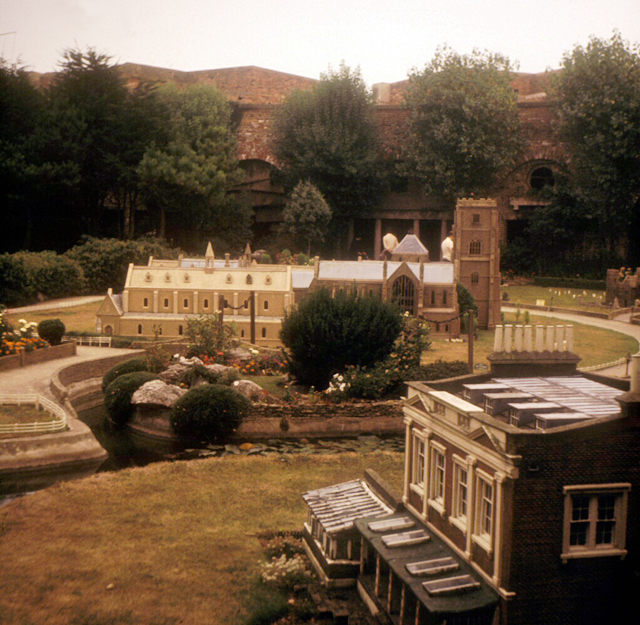
Le Village modéliste de la redoute d’Eastbourne au Royaume-Uni.

- Bekonscot à Beaconsfield (Buckinghamshire)
- Blackpool Model Village
- Bourton-on-the-Water Village Modéliste à Gloucestershire
- Anglesey Model Village
- Godshill Model Village [6] à Godshill
- Pendon Museum à Pendon, Oxfordshire
- Wimborne Model Town
- Tucktonia à Dorset, fermé 1985
- Legoland Windsor à Windsor
- Merrivale Model Village[7] à Great Yarmouth
- Village modéliste de Babbacombe à Babbacombe, Devon
- Miniatura Park, Cornouailles
- Land of Legend à Polperro, Cornouailles
- Usher Miniature Village[8] à Coniston, Cumbria
- Lakeland Miniature Village, Cumbria
- Corfe Castle Model Village, Swanage, Dorset
- Southsea Model Village[9], Southsea
- Southport Model Railway Village,
- Bondville Model Village[10], Bridlington
- Forest Model Village, Gloucestershire
- Haigh Hall[11], Wigan
- Skegness Model Village, Skegness
- Wistow Rural Centre[12], Wistow, Leicestershire
- Ramsgate Model Village[13]
- Hastings Model Village[14]
- Redoute d'Eastbourne Village Modéliste [15]
- Fred Slaymaker's Wonder Village[16], Polegate
- Blenheim Palace (Woodstock)
- Little Italy, Corris, Pays de Galles
- Vauxhall Model Village, Vauxhall Park, Londres

#### Russie
- Grand Maket Rossiya à Saint-Pétersbourg

#### Slovaquie
- Park miniatúr[17] à Podolie

#### Suède
- Miniland[18] à Halmstad

#### Suisse
- Swissminiatur, à Melide
- Swiss Vapeur Parc, au Bouveret

#### Turquie

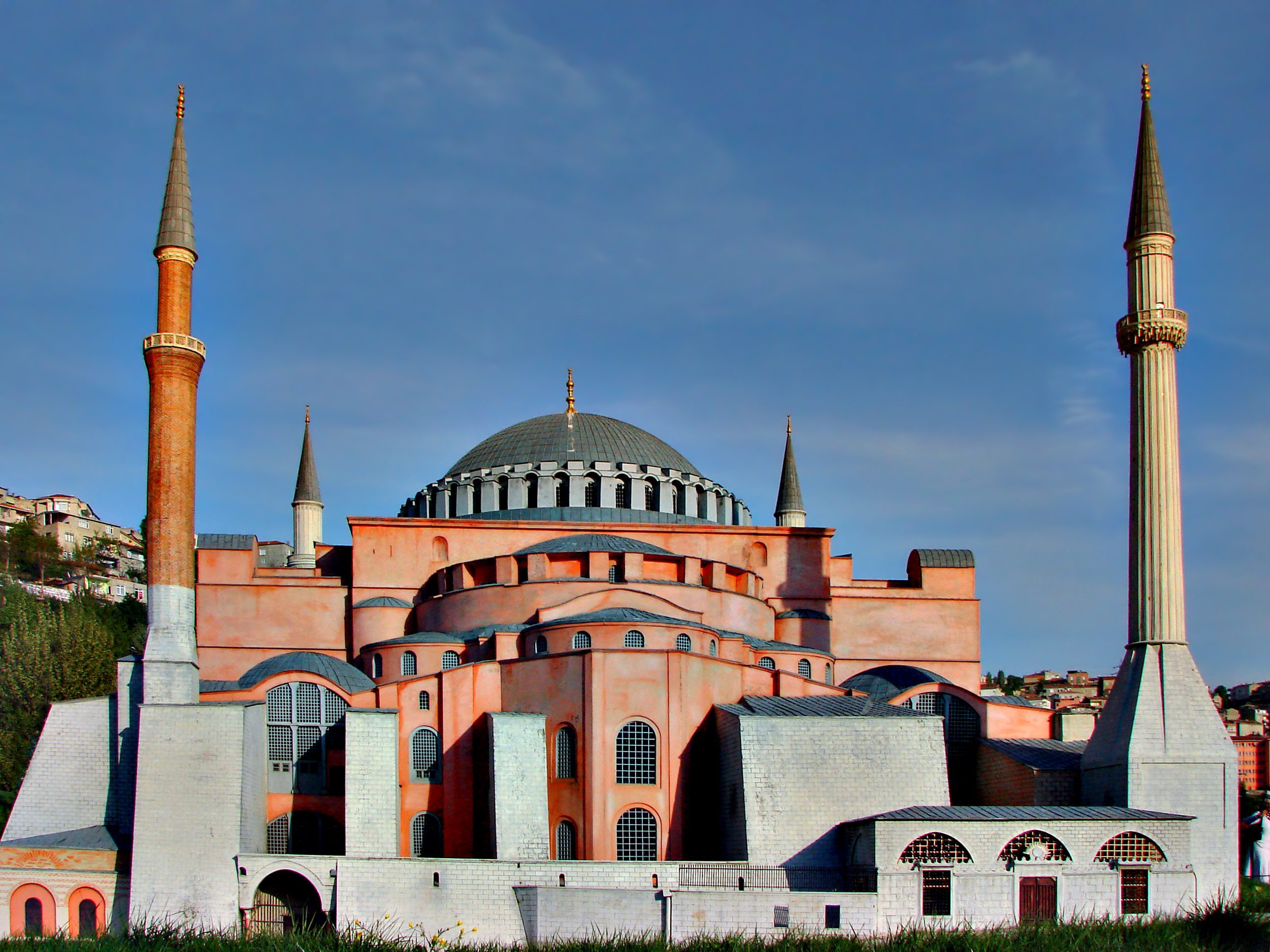
Sainte-Sophie au parc Miniatürk, à Istambul en Turquie.

- Miniatürk à Istanbul
- Minicity à Antalya

#### Ukraine

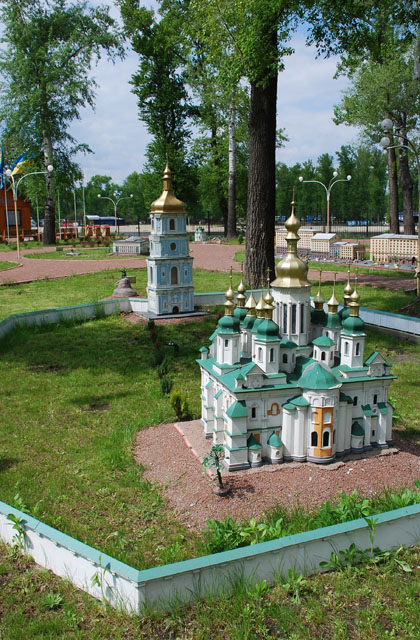
Le parc Kyiv in Miniature à Kiev en Ukraine.

- Kyiv in Miniature à Kiev

### Amérique du Nord

#### Canada
- Cullen Gardens and Miniature Village (fermé) - Whitby, Ontario
- Woodleigh Replicas (fermé) - Burlington
- Iron Horse Park - Airdrie fonctionne par l'Alberta model engineering society

#### États-Unis

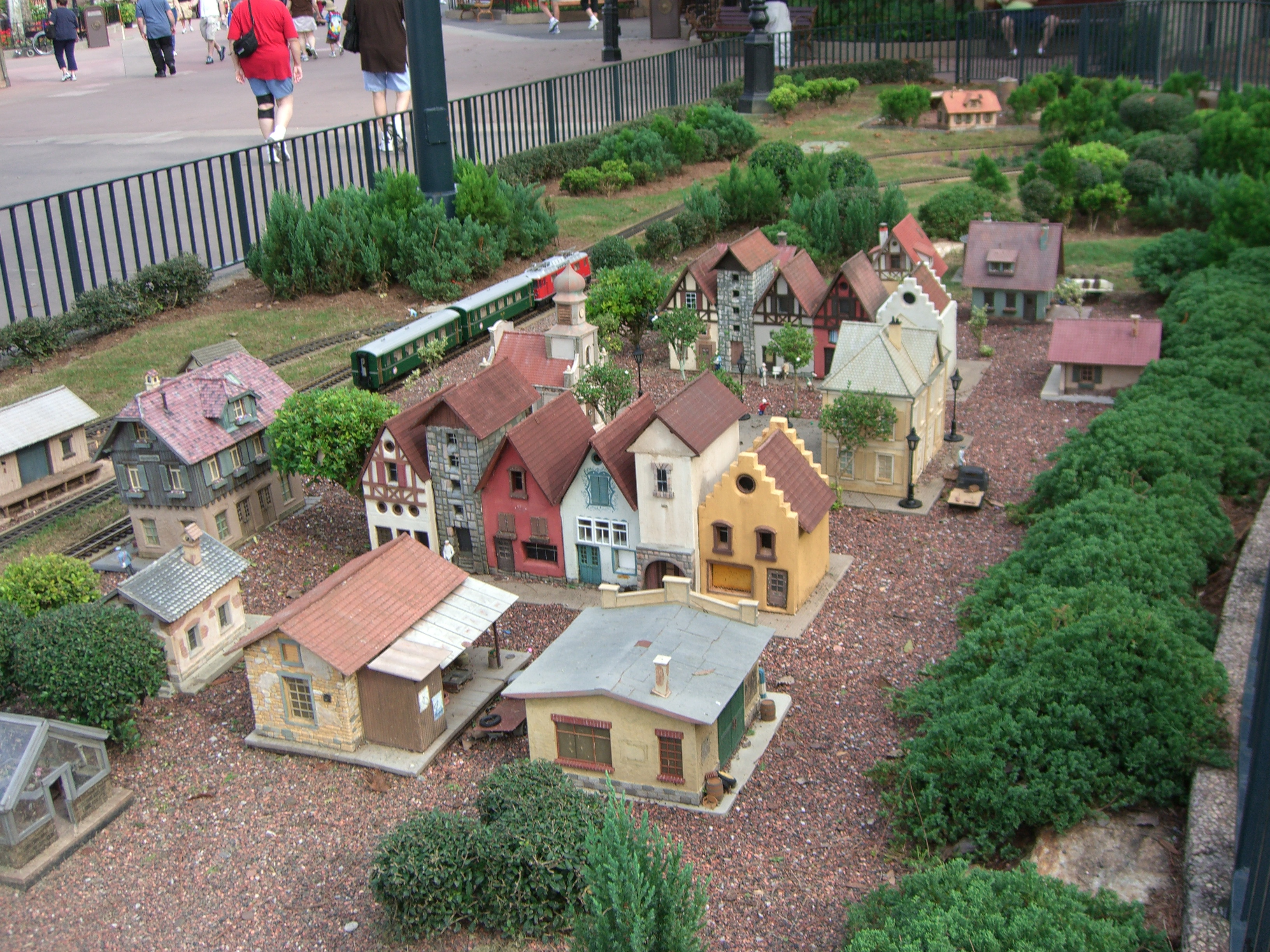
Réplique d'un village allemand au pavillon allemand d'Epcot à Walt Disney World Resort.

- Tiny Town à Morrison, ouvert en 1921, est un parc d'attractions.
- Tiny Town à Springfield, Missouri, ouvert en 1925, est le premier parc de village miniature des États-Unis.
- Miniature Railroad & Village, à Pittsburgh, ouvert dans les années 1920
- Ave Maria Grotto Cullman, Alabama, ouvert en 1933
- Roadside America (Pennsylvanie), ouvert en 1935
- Storybook Land Canal, Disneyland, Californie ouvert en 1956
- Panorama de la Ville de New York au Queens Museum of Art ouvert durant l'Exposition universelle de 1964
- Splendid China (Florida) ouvert en 1993, fermé en 2003
- Holy Land Experience, Orlando, le parc à une maquette de Jérusalem à l'échelle
- Forbidden Gardens, Katy, ouvert en 1997, fermé en 2011
- Living Desert Zoo and Gardens, à Palm Desert, une grande maquette de ville et ferroviaire, ouvert en 1971
- San Diego Model Railroad Museum, San Diego, California, ouvert en 1981
- Legoland California, Carlsbad, California, ouvert en 1999
- Legoland Florida Winter Haven, ouvert en 2011, site officiel des Cypress Gardens Adventure Park, premier parc de Floride
- Maquette de Train et Village Miniature au pavillon allemand d'Epcot à Walt Disney World Resort.
- Guliver's Gate, à Times Square, à New York

#### Mexique
- Teotihuacan Diorama, San Juan Teotihuacan, Le musée abrite un modèle à l'échelle du complexe des pyramides et de la ville au sommet de son influence à l'époque pré-colombienne
- Discover Mexico Park. Diorama avec répliques miniatures (au 1/25e) des monuments et merveilles du Mexique. Situé sur l'île de Cozumel.

### Asie et Pacifique

#### Australie
- Cockington Green Gardens, Canberra
- Tudor model village[19], Fitzroy Gardens, Melbourne
- Model Dutch village[20], Coffs Harbour, Nouvelle-Galles du Sud

#### Birmanie
- National Races Village[21], Yangon

#### Chine
- Splendid China Folk Village, Shenzhen
- Window of the World
- Beijing World Park [22]
- Centre d'exposition de la planification urbaine de Shanghai

#### Corée du Sud
- Aiins World (아인스월드), Gyeonggi-do, Séoul
- Jeju Soingook Theme Park  (소인국 테마파크), Jeju Province

#### Indonésie

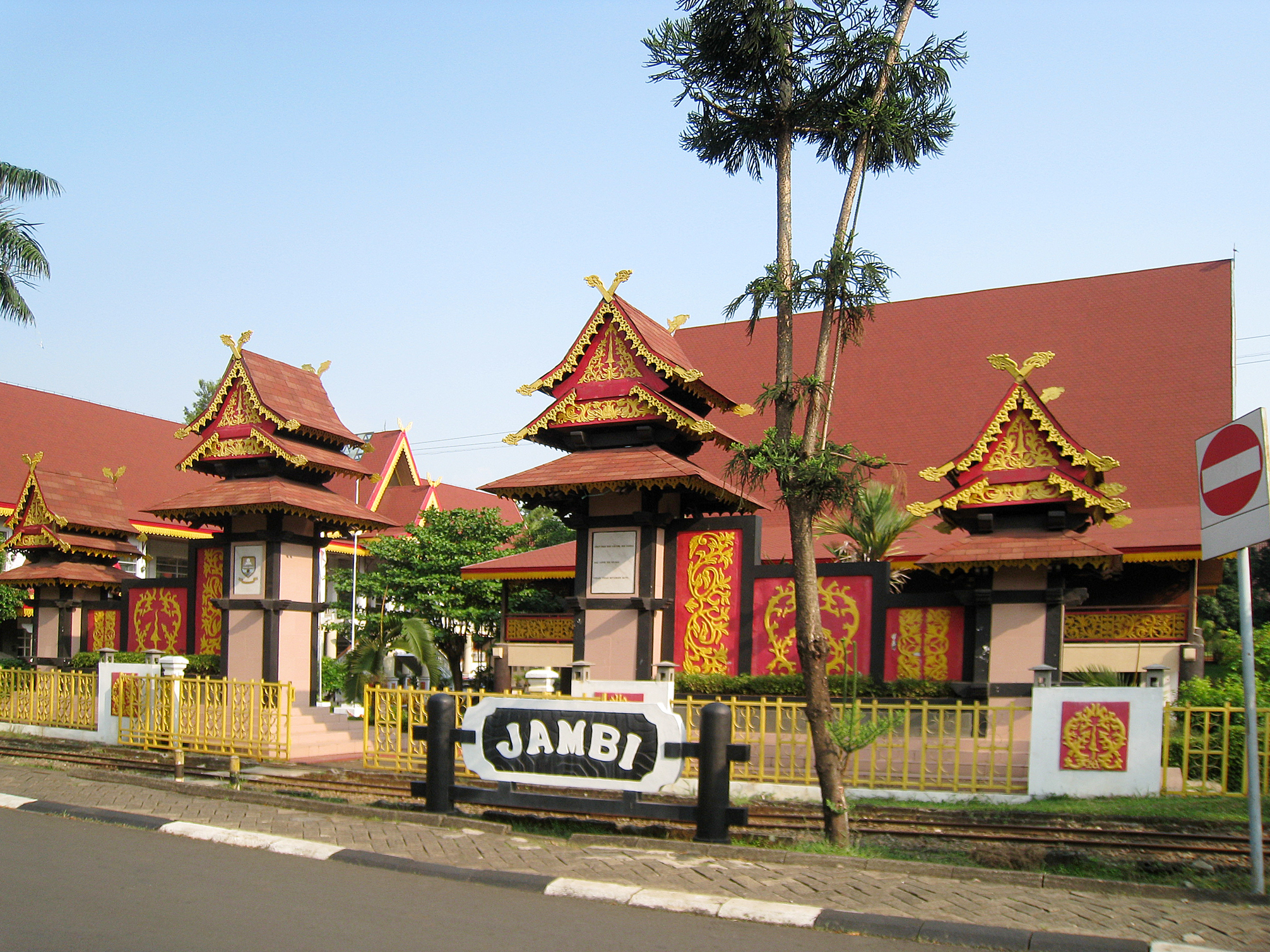
au parc Taman Mini Indonesia Indah, à Jakarta en Indonésie.

- Taman Mini Indonesia Indah, Jakarta

#### Japon

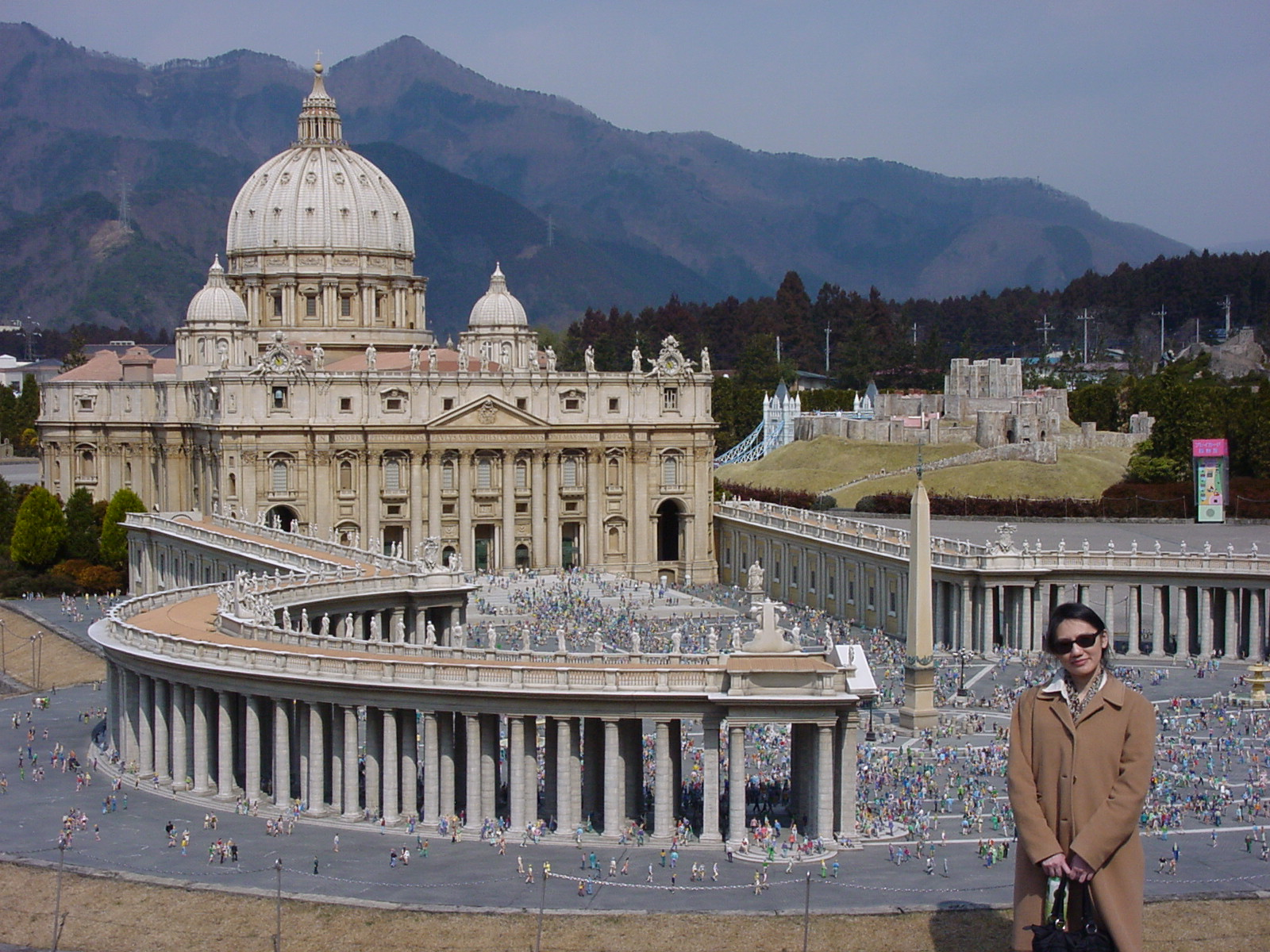
Réplique au 1:25 des place et basilique Saint-Pierre du Vatican, au parc Tobu World Square au Japon.

- Tobu World Square, Kinugawa Onsen, Nikkō

#### Malaisie
- Islamic Heritage Park, Kuala Terengganu, Terengganu
- Legoland Malaysia, Iskandar Malaysia, Johor
- Tropical Village, Ayer Hitam, Johor
- Taman Buaya Melaka, Ayer Keroh, Malacca

#### Taïwan
- Window on China

#### Thaïlande
- Mini Siam, Pattaya, Chonburi

### Afrique du Sud
- Santarama Miniland, Johannesburg, Gauteng
- Durban Mini Town, Durban, KwaZulu-Natal

### Amérique du Sud
- Mini Mundo, Gramado, Brésil

### Moyen-Orient

#### Émirats arabes unis
- Legoland Dubai

#### Iran
- Tehran Miniature garden

#### Israël
- Mini Israël

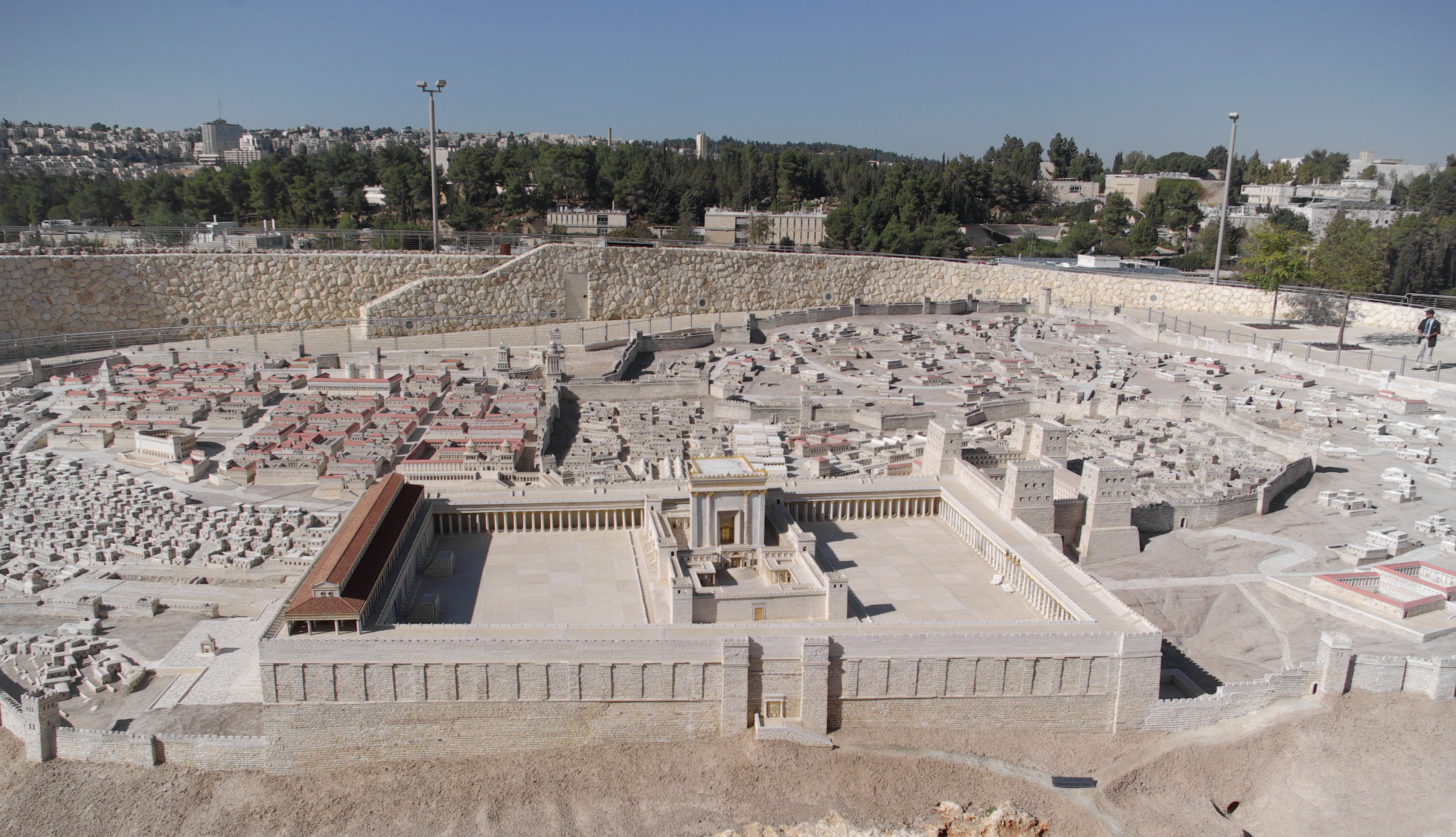
Maquette Holyland de Jérusalem, musée d'Israël, Jérusalem.

- Maquette Holyland de Jérusalem, Israël

## Autres expositions miniatures
Il existe également dans le monde du modélisme des expositions qui prennent place en intérieur, notamment pour le modélisme ferroviaire sous forme de dioramas.